# Chartreuse de Cracovie
La chartreuse de Cracovie est un ancien monastère chartreux fondée en Pologne en 1479 par Kasimir Jagellon qui échoue à en faire une fondation pérenne, puisque la chartreuse ne survit pas plus de quelques années.

## Histoire
La charte de fondation est signée par le roi de Pologne, Kazimierz Jagiellończyk, en 1479 sous l’inspiration de l’archevêque de Lemberg, Jean Długosz, mais celui-ci meurt dès l’année suivante. Il n’y a aucune construction entreprise et les chartreux fondateurs, venus de Gaming, y retournent bientôt. 